# Pterygosquilla gracilipes
Pterygosquilla gracilipes is een bidsprinkhaankreeftensoort uit de familie van de Squillidae. De wetenschappelijke naam van de soort is voor het eerst geldig gepubliceerd in 1881 door Miers.